# Samuel Pökälä
Samuel Pökälä (* 31. August 1990 in Asikkala) ist ein ehemaliger finnischer Radrennfahrer.
Pökälä wurde mehrfacher finnischer Meister im Einzelzeitfahren und auch 2015 einmalig im Straßenrennen. 2013 und 2017 gewann er den Rosendahl Grand Prix in Finnland. 2014 siegte er im Rennen Tartu Rattaralli. Mit dem Porvoon ajot gewann er 2016 das älteste finnische Eintagesrennen. International konnte er keine nennenswerten Siege erzielen.

## Erfolge
2013
- finnischer Meister im Cyclocross
- finnischer Meister im Einzelzeitfahren

2014
- finnischer Meister im Einzelzeitfahren

2015
- finnischer Meister im Einzelzeitfahren
- finnischer Meister im Straßenrennen

2016
- finnischer Meister im Einzelzeitfahren